# Château d'Akáki
Pour les articles homonymes, voir Akaki.
Le château d'Akáki (grec moderne : Κάστρο του Ακακίου, turc : Akaki Kalesi), également connu sous le nom de Tour des Francs (grec moderne : Πύργος των Φράγκων), est un château à Chypre, ayant servi de lieu de retraite pour les rois de Chypre.

## Historique
Le château d'Akáki est situé près du village du même nom, à mi-chemin entre Nicosie et la baie de Morphou. En 1191, Chypre est conquise par Richard Cœur de Lion lors de la campagne de ce dernier contre le souverain de l'île, Isaac Comnène de Chypre. Par la suite, Richard vend l'île aux Templiers, dont la domination prend fin brutalement après une grande révolte dans la ville de Nicosie. Chypre est ensuite revendue à Guy de Lusignan, membre de la Maison de Lusignan. Une période de paix prend fin avec la mort de Hugues Ier de Chypre en 1218. Une lutte pour déterminer le régent du royaume s'ensuit, opposant la maison d'Ibelin aux partisans locaux de Frédéric II, l'empereur du Saint-Empire romain. L'arrivée de Frédéric à Limassol en 1228 provoque l'escalade du conflit qui se transforme en guerre ouverte. Par la suite, les Lusignan poursuivent leur règne, interrompu seulement par des coups d'État occasionnels. Un de ces coups d'État a lieu sous le règne d'Henri II de Jérusalem, qui est déposé par Amaury, seigneur de Tyr et exilé dans le royaume arménien de Cilicie. À la mort d'Amaury en 1310, Henri II retourne à Chypre. Il procède alors à l'arrestation des responsables de son exil ; parmi les rebelles les plus notoires figure Balian II d'Ibelin, prince de Galilée. Les terres de Balian à Akáki sont confisquées, et un château y est érigé afin de renforcer l'autorité royale dans la région. Akáki reste un domaine royal et est décrit comme une cour, où Pierre Ier de Chypre passe plusieurs jours à pratiquer la chasse en janvier 1369. Jacques II de Chypre utilise également Akáki comme lieu de retraite face à la peste qui ravage Nicosie de 1470 à 1473,,.

## Description
Aujourd'hui, il ne reste presque aucun vestige d'Akáki, mis à part une tour de forme cylindrique d'une largeur de 3,5 mètres à l'intérieur et d'une épaisseur d'un 1,1 mètre. Construite en gros blocs de pierre, la tour compte, autrefois, deux ou trois étages ainsi qu'une petite fenêtre au-dessus des vestiges d'un escalier intérieur. Sa taille modeste indique qu'elle peut accueillir jusqu'à trois personnes.